# Металлург (футбольный клуб, Балхаш)
«Металлу́рг» — советский и казахстанский футбольный клуб из Балхаша. Основан не позднее 1949 года.

## Названия
- 1945—1950 — «Цветные металлы».
- 1957—1975 — «Металлург».
- 1978 — «Волна».
- 1979—1990, 2015 — «Металлург».

## Достижения
- 19-е место в 8-й зоне Второй низшей лиги СССР (1990).
- 3-е место в чемпионате Карагандинской области среди любительских команд (2015).